# Ochoterenaea samo
Ochoterenaea samo là một loài thực vật có hoa trong họ Đào lộn hột. Loài này được (Tul.) J.D. Mitch. mô tả khoa học đầu tiên.